# خیو (داغستان)
خیو (روسی: Хив) یک شهرک در روسیه است که در داغستان واقع شده‌است.